# Doug Howlett
Douglas Charles Howlett (Auckland, 21 settembre 1978) è un ex rugbista a 15 neozelandese, detentore al 2015 del record del maggior numero di mete realizzate per gli All Blacks (49) nonché di analogo primato nel Super Rugby (59).
Si è ritirato dall'attività agonistica nel 2013 a 34 anni, in seguito a consiglio medico dopo un intervento chirurgico per un infortunio alla spalla.

## Biografia
Cresciuto rugbisticamente alla Auckland Grammar School, Howlett, di madre tongana, debuttò nel campionato provinciale neozelandese a 17 anni, prima ancora di diplomarsi e un anno più tardi, appena diciottenne, fu il più giovane esordiente di sempre in Super 12, nelle file degli Otago Highlanders.
Dopo una stagione ulteriore agli Hurricanes passò alla franchise della sua città, gli Auckland Blues, con i quali vinse il Super 12 2003 e con cui realizzò il record, tuttora imbattuto, di mete realizzate in tale competizione (59 complessivamente).
Esordì negli All Blacks a North Shore City nel giugno 2000 contro Tonga, marcando due mete, e fece parte della selezione alla Coppa del Mondo di rugby 2003 in cui la Nuova Zelanda giunse terza; nel corso della Coppa del Mondo di rugby 2007, contro l'Italia battuta 76-14, Howlett eguagliò il record di mete segnate in Nazionale di Christian Cullen (46) e, nel corso del torneo, contro Portogallo e Romania, ne segnò altre tre, portando il totale a 49.
Non fu convocato tuttavia per il quarto di finale contro la Francia, che gli All Blacks persero, e la notte successiva, rimasto in Europa con parte della squadra che non aveva programmato il rientro in patria, fu arrestato dalla polizia inglese di fronte a un albergo dell'aeroporto di Heathrow per danneggiamenti a due autovetture; nelle pubbliche scuse presentate dopo l'incidente, Howlett disse di avere agito sotto l'influenza dell'alcool e di essere intenzionato a ripagare i danni subiti dai proprietari delle due vetture.
Quella contro la Romania fu l'ultima partita internazionale di Howlett.
Dopo la fine della Coppa del Mondo Howlett si trasferì in Irlanda al Munster in Celtic League con un accordo di 30 mesi, durante il quale si laureò campione d'Europa alla fine della prima stagione, e vinse una Celtic League nel 2009; dopo il rinnovo si aggiudicò un ulteriore titolo celtico, e dal 2012 fu il capitano della squadra. La sua carriera rugbistica si concluse con il ritiro, dettato da consiglio medico, dopo un infortunio alla spalla patito nel marzo 2013 segnando una meta contro i Glasgow Warriors nel Pro12.
Vanta anche due inviti nei Barbarians, il più recente dei quali nel 2011.
Dal 22 febbraio 2007 Doug Howlett è presidente della fondazione da lui istituita, la "Doug Howlett Outreach Foundation", che si occupa di bambini neozelandesi tra 8 e 14 anni che dimostrano spiccate abilità sia accademiche che sportive nel rugby a 13, a 15 e nel netball.
La fondazione si dedica in particolar modo alla fornitura di libri e abbigliamento sportivo.

## Palmarès
- Super Rugby: 1
Blues: 2003
- Pro12: 2
Munster: 2008-09; 2010-11
- Heineken Cup: 1
Munster: 2007-08